# Hypoestes juanensis
Hypoestes juanensis är en akantusväxtart som beskrevs av Raymond Benoist. Hypoestes juanensis ingår i släktet Hypoestes och familjen akantusväxter. Inga underarter finns listade i Catalogue of Life.